# Poecilopsis lapponaria
Poecilopsis lapponaria là một loài bướm đêm trong họ Geometridae.